# Societat Fabiana
La societat Fabiana o Fabian Society és un moviment intel·lectual britànic que ha tingut un paper clau durant més d'un segle en el desenvolupament de les idees i les polítiques públiques progressistes, en l'àmbit del centreesquerra electoral.

## Objectius
Els seus objectius són els d'aportar solucions als reptes socials, econòmics i polítics tant del Regne Unit com de la resta del món industrialitzat en el context d'una societat canviant i una economia global.

## Activitat
La seva activitat principal és la d'explorar les idees i reformes que defineixen les polítiques progressistes dels propers segles.

## Història
És el laboratori d'idees més antic del Regne Unit, únic en la seva forma d'organització. Està afiliat al partit laborista però és una organització independent. A través de les seves publicacions, conferències i seminaris la societat és una plataforma per al debat públic obert.

## Fabians famosos
Entre els fabians més famosos hi ha en George Bernard Shaw, Flora Drummond, H.G. Wells, Beatrice i Sidney Webb, Oscar Wilde, Annie Besant, l'educadora socialista Margaret McMillan així com tots els primers ministres laboristes.